# 黄之豫
黄之豫（英語：Zhiny Ooi，1989年7月9日—），生於馬來西亞吉打州，於Astro國際華裔小姐競選2013奪得冠軍、完美體態小姐、最上鏡小姐，继而参加2014年國際中華小姐競選，並入圍最後五強。

## 曾參選選美活動
- 2013年Astro國際華裔小姐競選（冠軍）[1]
- 2014年國際中華小姐競選

## 主持
- 旅遊節目《美姐出巡Korea Style》[2]

## 演出作品
- 《歡喜上課 lah》飾 梁冰冰